# Joe Robinson (musicien)
Pour les articles homonymes, voir Joe Robinson.
Joe Robinson (né le 25 mai 1991), est un virtuose de la guitare et chanteur australien ayant gagné Australia's Got Talent en 2008.

## Biographie
Robinson est né à Temagog, Nouvelle-Galles du Sud, Australie. Il a commencé à jouer du piano à l'âge de six ans, car on lui avait dit que ses doigts étaient trop courts pour la guitare. À dix ans, il a finalement délaissé le piano pour la guitare. Il a rapidement surpassé son professeur (en moins de 12 mois), pour ensuite commencer à enseigner lui-même à partir de l'internet.
À ses onze ans, Joe a commencé à jouer en tournée avec différents artistes Australiens y compris Tommy Emmanuel, qui devînt son mentor.
À 13 ans, Robinson a remporté The Australian National Songwriting Competition.
En 2006, il enregistre son premier album, intitulé Birdseed, produit par Parris Macleod à Cloud Studios à Wyong, Nouvelle-Galles du Sud.
Le 1er juillet 2008, alors âgé de dix-sept ans, Robinson a remporté la grande finale de Australia's Got Talent en jouant « Classical Gas ».
En août 2008, Joe s'est rendu à Nashville, TN, pour y enregistrer son deuxième album, « Time Jumpin », avec le producteur Frank Rogers. « Time Jumpin » a été publié en 2009.
Le 19 juillet 2009, Robinson a reçu le titre de Senior Grand Champion Performer of the World lors des Championnats du Monde des Arts de la scène à Los Angeles. Il a également remporté la première place de la catégorie instrumentale parmi les professionnels de la même compétition en plus des catégories masculines instrumentales Contemporaines, Jazz, Open et Œuvres Originales chez les 16 à 24 ans,,.
En septembre 2009, il a formé le Joe Robinson Electric Projet, avec Sam Marks à la batterie et Chris Haigh à la basse, pour ensuite se lancer dans une tournée australienne. Joe a assuré la première partie pour l'icône de la musique australienne John Farnham lors d'une série de six spectacles consécutifs au Burswood Theater, à Perth, en octobre 2009, dans le cadre du retour sur scène de Farnham.
Après avoir déménagé à Nashville, Tennessee, il a été invité à se produire au prestigieux Bonnaroo Festival de Musique en juin 2010.
Joe Robinson a été nommé "Meilleur Nouveau Talent" par les lecteurs de Guitar Player magazine en
2010.
Lenny Breau et Tommy Emmanuel l'ont inspiré à développer sa propre technique harmonique.
En septembre 2010, Joe a joué à Live on the Green à Nashville, TN, aux côtés de "The Wailers." Puis, en novembre, Robinson a débuté "The Houdini tour" en Europe (Allemagne, République tchèque, Croatie, Slovaquie, Autriche, Hongrie, Serbie et Italie). Depuis le début, le concept de cette tournée était "d'échapper aux attentes" de lui en tant qu'artiste interprète. Il a ajouté pièces vocales et amené deux musiciens en provenance des États-Unis, le bassiste Bernard Harris et le batteur Marcus Colline. Après un mois de succès en Europe, Robinson s'est rendu jusqu'au Japon pour y jouer quelques très attendu spectacles en tant que soliste à Tokyo et à Osaka. La première fois au Japon du jeune musicien de 19 ans s'est avérée être largement applaudie. Grâce à ces spectacles, il décroche un contrat d'enregistrement avec la P-Vine Records. De retour en Australien pour les vacances, Robinson a repris sa tournée le 5 janvier à Eumundi et pour finalement la terminer le 29 janvier à Melbourne.
Joe a passé la majeure partie de 2011 en studio pour enregistrer son troisième album avec l'aide de Keith Carlock au et à la section rythmique ainsi que Michael Rhodes à la basse. Le premier single, "Out Alive", a été lancé en Australie le 2 décembre 2011 avec le CD complet "Let Me Introduce You" publié par le biais du label Australien ABC, le 20 janvier 2012. Robinson effectue une tournée en Australie pour en promouvoir la sortie, comprenant notamment cinq représentations au Woodford Folk Festival à la fin de décembre 2011.
En 2012, Joe a publié le "Toe Jam." EP sur lequel il a écrit, produit et joué la plupart des instruments. Dès la fin de l'EP, Joe et ses deux musiciens, Sam Marques (batterie) et Marcelo Bakos (guitare basse) se lancent en tournée, jouant entre autres à New York, à Chicago, à DC, et à Boston. Lorsqu'à Boston, Joe a donné un séminaire à la prestigieuse Berklee College of Music.
Joe retourne en Australie à la fin de 2012 pour une série de spectacles et des festivals, dont le Festival of the Sun à Port Maquarie, nouvelle-galles du sud. Robinson lance son nouvel EP à travers le distributeur indépendant MGM, pour coïncider avec la tournée.
Robinson a passé la majorité de 2013 en tournée en Amérique du Nord, en tête d'affiche de clubs partout au Nord-Est ainsi qu'au Texas et sur la Côte Ouest. Après une courte visite en tête d'affiche en Chine et au Japon, il a passé la plupart de l'été à jouer dans des festivals, y compris le Bluesfest d'Ottawa au Canada (aux côtés de The Black Keys et les Dixie Chicks), Live On The Green à Nashville avec Robert Randolph et l'événement de célébration Fender menant au Eric Clapton Crossroads Guitar Festival au Madison Square Garden
En 2014, Joe a publié le “Gemini Vol.1” EP. Même si une forte performance vocale porte l'EP, c'est sa conduite de la guitare - un mélange de blues, de rock, de jazz et de R&B qui lui est propre - qui le lie à ses versions précédentes. Robinson a joué presque tous les instruments sur l'auto-production de l'EP, donnant un fort niveau d'intimité à l'album. 
Gemini Vol.2 a par la suite été lancé le 31 octobre 2015. Joe y joue tous les instruments en plus de produire et de mixer les 4 chansons. 
Robinson consacre la majeure partie de 2016 en tournée, tant solo qu'avec "Guitar Arm"’, un trio de guitaristes, compositeurs and chanteurs; Joe, Robben Ford and Lee Roy Parnell.
En 2017, Joe lancera son très attendu 4e album.

## Discographie
- 2007 Birdseed
- 2009 Time Jumpin' (limité pré-lancement de la tournée Européenne intitulée "Midnight In Nashville")
- 2012 Let Me Introduce You
- 2012 Toe Jam EP
- 2014 Gemini Vol.1 EP
- 2015 Gemini (sortie exclusive pour le Japon, Gemini Vol.1 et Toe Jam combinés)
- 2015 Gemini Vol.2 EP
- 2019 Undertones
- 2020 Borders
- 2022 The prize